# یوسفلی (ماساللی)
یوسفلی (به ترکی آذربایجانی: Yusifli) یک منطقه مسکونی در جمهوری آذربایجان است که در شهرستان ماساللی واقع شده‌است. یوسفلی ۱۵۲ نفر جمعیت دارد.